# Крістіанстад (комуна)
Комуна Крістіанстад (швед. Kristianstads kommun) — адміністративно-територіальна одиниця місцевого самоврядування, що розташована в лені Сконе у південній Швеції.
Крістіанстад 81-а за величиною території комуна Швеції. Адміністративний центр комуни — місто Крістіанстад.

## Населення
Населення становить 80 332 чоловік (станом на вересень 2012 року). 
| Кількість населення комуни Крістіанстад за 1810-2010 роки | Кількість населення комуни Крістіанстад за 1810-2010 роки | Кількість населення комуни Крістіанстад за 1810-2010 роки | Кількість населення комуни Крістіанстад за 1810-2010 роки | Кількість населення комуни Крістіанстад за 1810-2010 роки |
| --------------------------------------------------------- | --------------------------------------------------------- | --------------------------------------------------------- | --------------------------------------------------------- | --------------------------------------------------------- |
| Рік                                                       |                                                           |                                                           | Населення                                                 |                                                           |
| 1810                                                      | 1810                                                      |                                                           | 31 571                                                    | 31 571                                                    |
| 1850                                                      | 1850                                                      |                                                           | 48 195                                                    | 48 195                                                    |
| 1900                                                      | 1900                                                      |                                                           | 56 017                                                    | 56 017                                                    |
| 1950                                                      | 1950                                                      |                                                           | 64 620                                                    | 64 620                                                    |
| 1980                                                      | 1980                                                      |                                                           | 68 886                                                    | 68 886                                                    |
| 1990                                                      | 1990                                                      |                                                           | 71 750                                                    | 71 750                                                    |
| 2000                                                      | 2000                                                      |                                                           | 74 161                                                    | 74 161                                                    |
| 2010                                                      | 2010                                                      |                                                           | 79 543                                                    | 79 543                                                    |
| Джерело: SCB                                              |                                                           |                                                           |                                                           |                                                           |

## Населені пункти
Комуні підпорядковано 26 міських поселень (tätort) та низка сільських, більші з яких:
- Крістіанстад (Kristianstad)
- Огус (Åhus)
- Толларп (Tollarp)
- Гаммар (Hammar)
- Ф'єлькінґе (Fjälkinge)
- Еннестад (Önnestad)
- Даґеберґа (Degeberga)
- Норра-Осум (Norra Åsum)
- Ферлев (Färlöv)

## Міста побратими
Комуна підтримує побратимські контакти з такими муніципалітетами:
- Комуна Конгсберг, Норвегія
- Еспоо, Фінляндія
- Кеге, Данія
- Пярну, Естонія
- Скагафіордюр, Ісландія
- Кошалін, Польща
- Грайфсвальд, Німеччина
- Шауляй, Литва

## Галерея

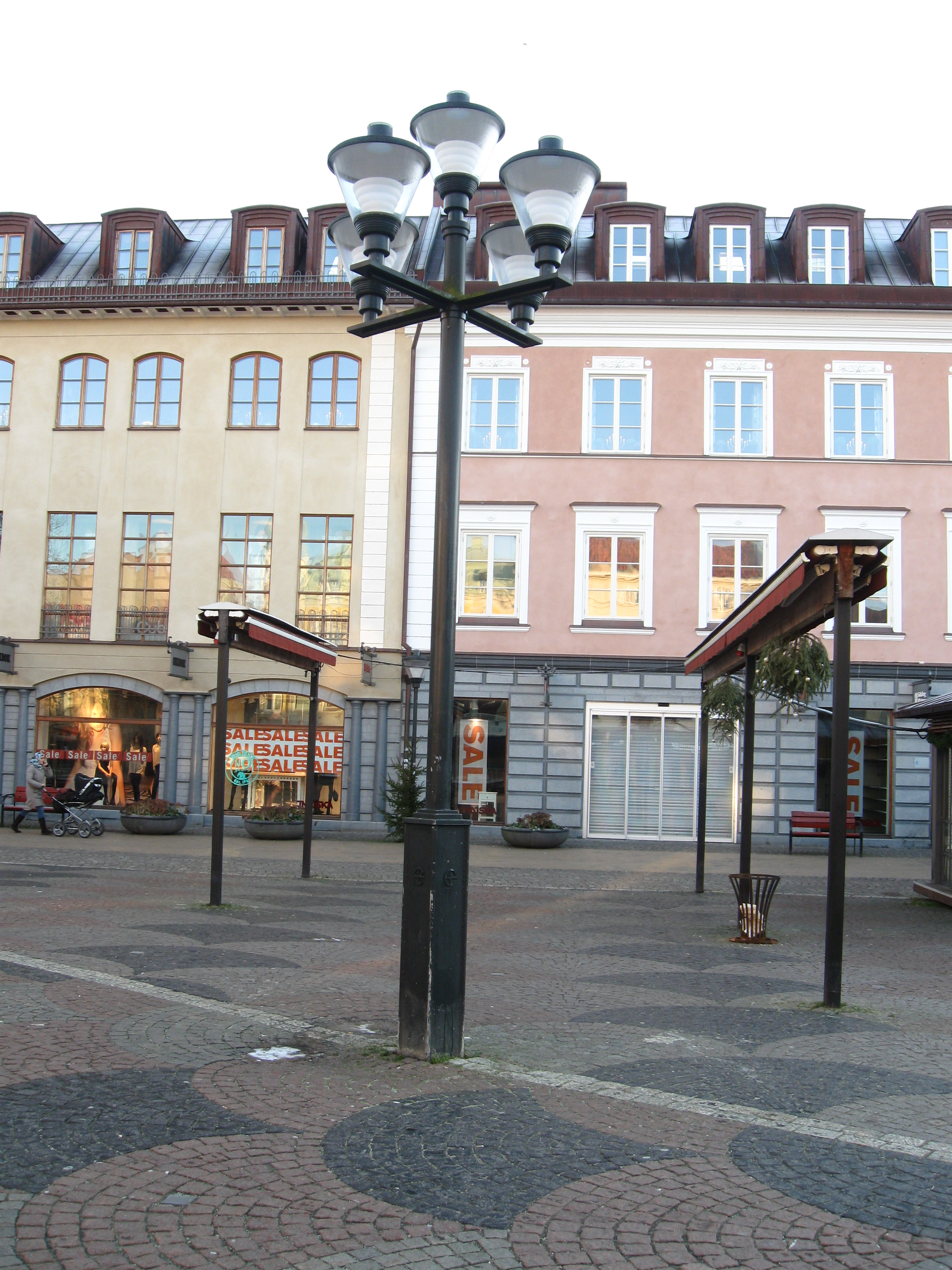
Крістіанстад
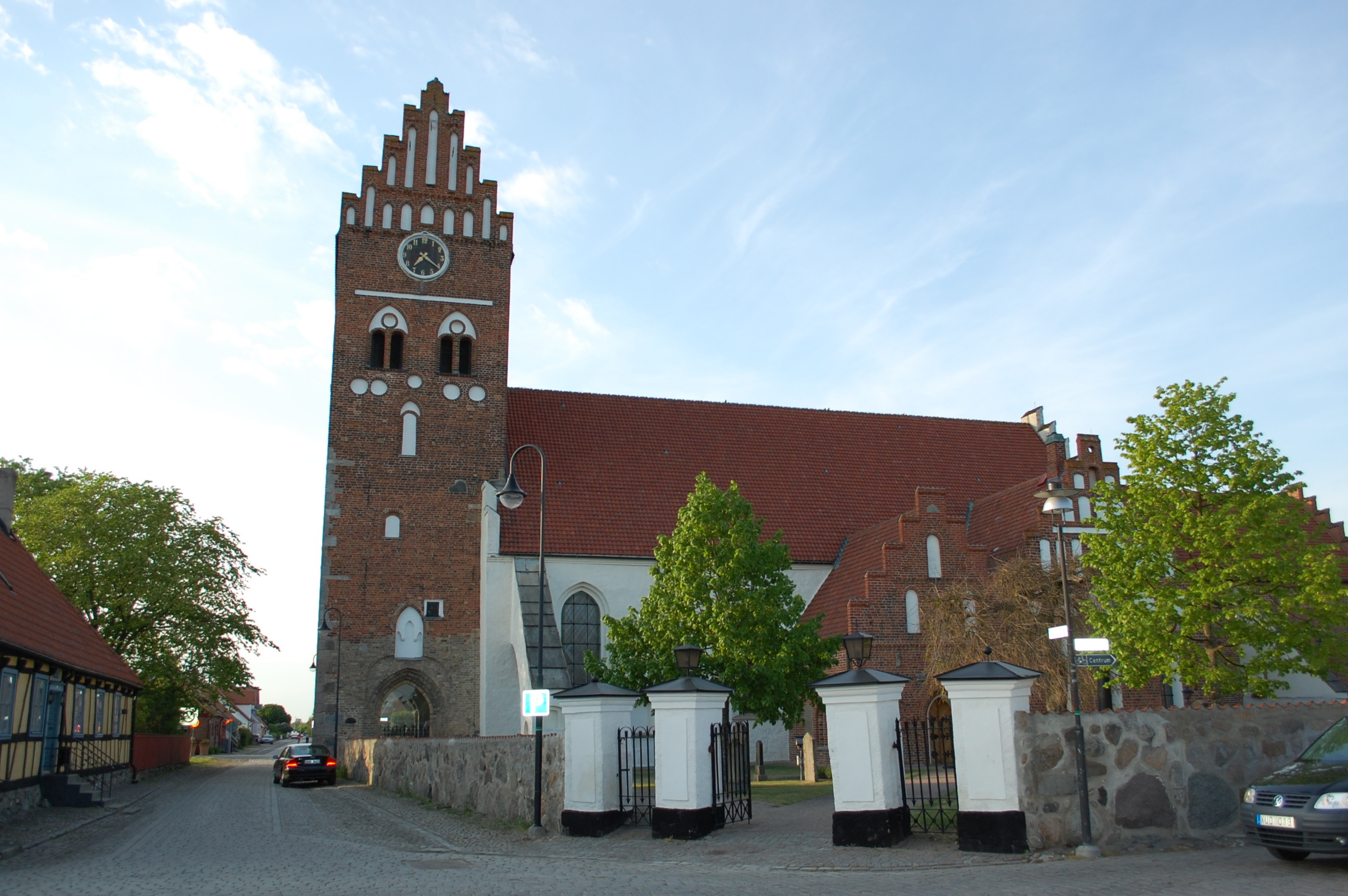
Церква (Огус)
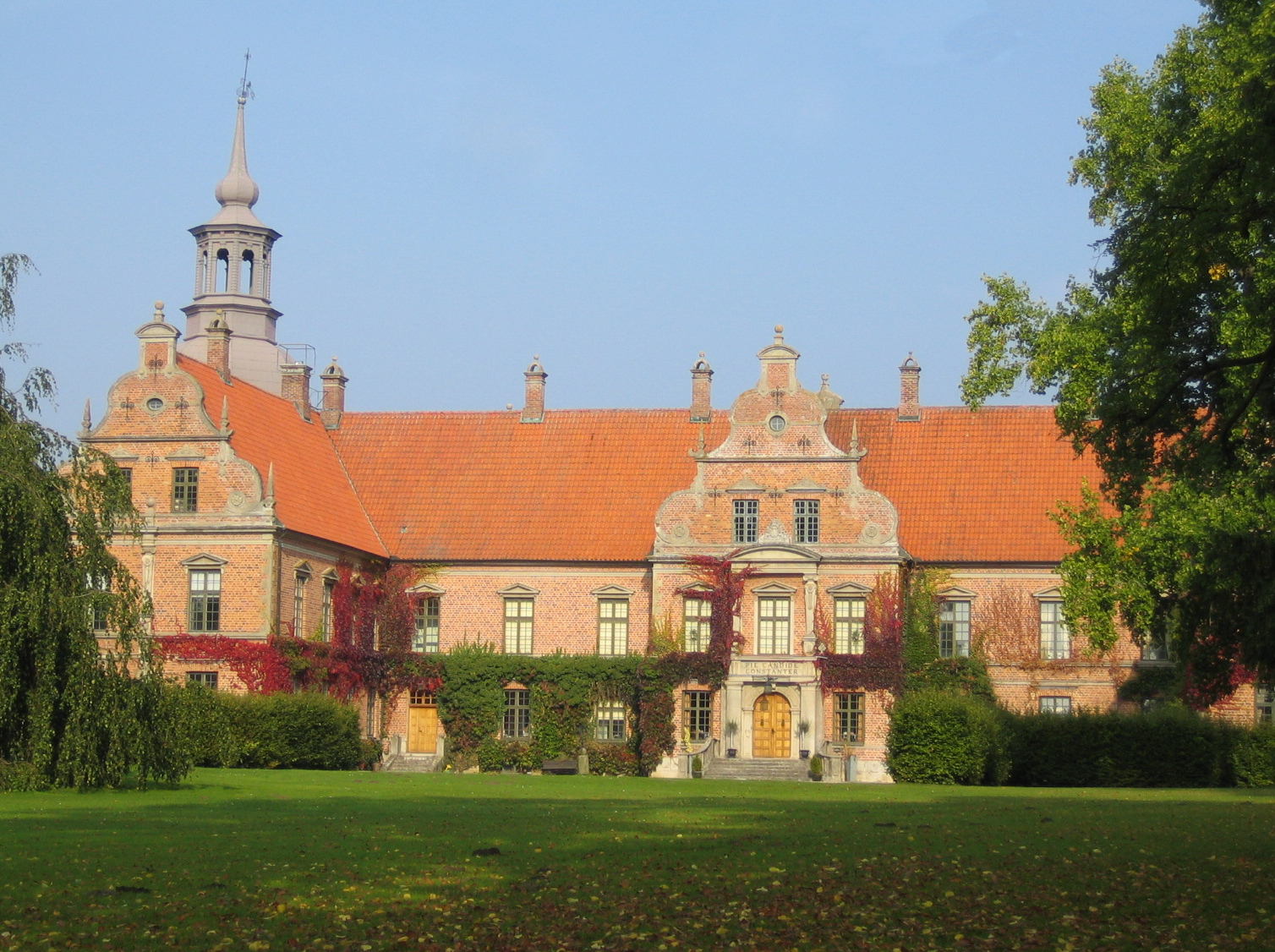
Замок Карсгольм
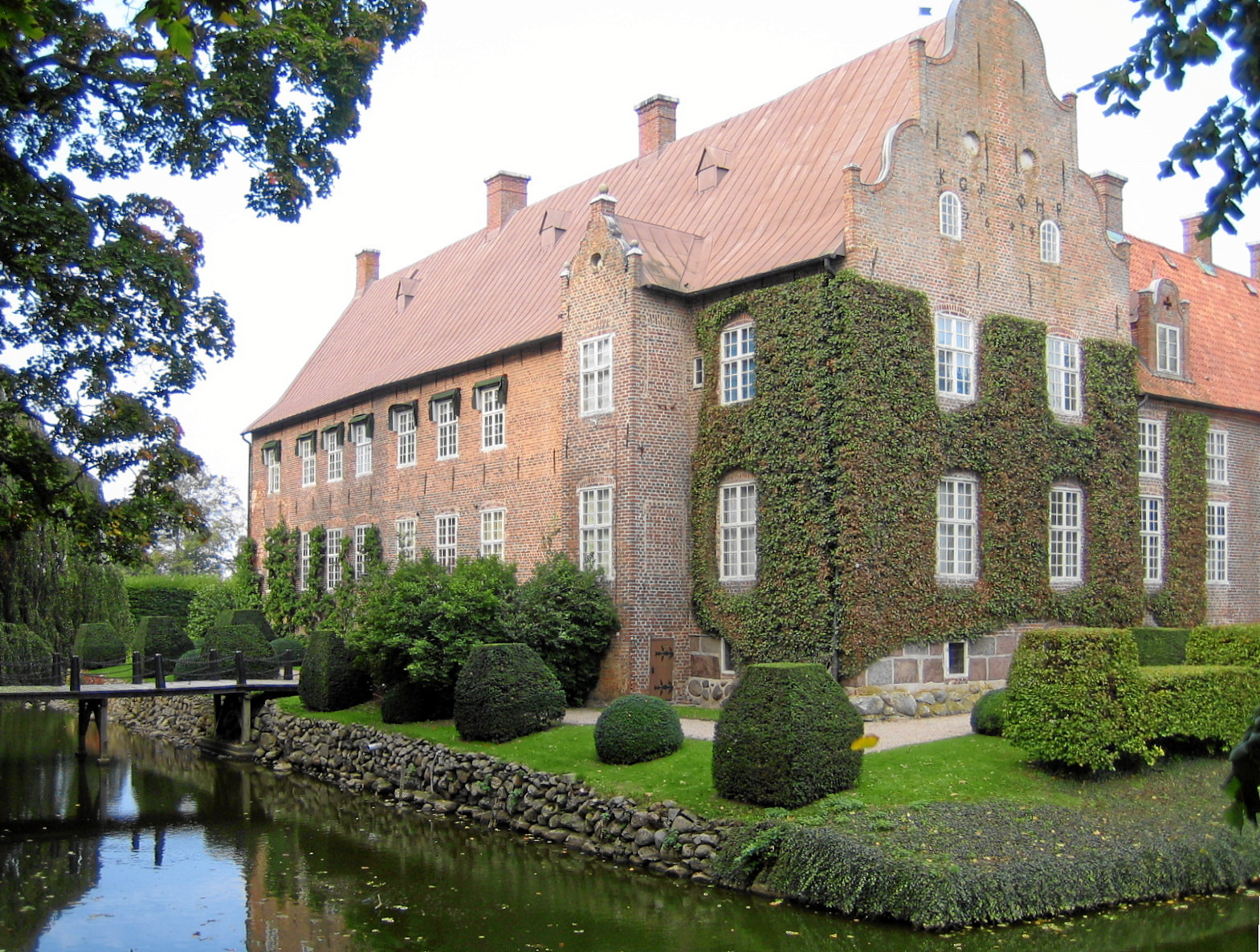
Замок Тролле-Юнґбю

## Виноски
1. ↑  Andersson P. Sveriges kommunindelning 1863-1993 — Mjölby: Draking, 1993. — 132 с. — ISBN 978-91-87784-05-7
2. 1 2 3 4  https://web.archive.org/web/20170213163830/http://www.kristianstad.se/sv/Politik-och-paverkan/Styrelser-och-namnder/Kommunstyrelsen/
3. 1 2  https://www.svt.se/nyheter/lokalt/skane/kristianstads-m-kommunalrad-avgar
4. 1 2 3 4  https://www.kristianstad.se/download/18.706672e318c62447285209f/1702542078390/Kommunfullm%C3%A4ktiges%20protokoll%202018-11-13.pdf
5. ↑  https://gupea.ub.gu.se/bitstream/handle/2077/59886/gupea_2077_59886_1.pdf?sequence=1&isAllowed=y
6. ↑  https://gupea.ub.gu.se/bitstream/handle/2077/59887/gupea_2077_59887_1.pdf?sequence=1&isAllowed=y
7. ↑  https://gupea.ub.gu.se/bitstream/handle/2077/59832/gupea_2077_59832_1.pdf?sequence=1&isAllowed=y
8. ↑  https://gupea.ub.gu.se/bitstream/handle/2077/59833/gupea_2077_59833_1.pdf?sequence=1&isAllowed=y
9. ↑  https://gupea.ub.gu.se/bitstream/handle/2077/59836/gupea_2077_59836_1.pdf?sequence=1&isAllowed=y
10. 1 2  https://gupea.ub.gu.se/bitstream/handle/2077/59889/gupea_2077_59889_1.pdf?sequence=1&isAllowed=y
11. ↑  https://gupea.ub.gu.se/bitstream/handle/2077/59891/gupea_2077_59891_1.pdf?sequence=1&isAllowed=y
12. ↑  https://sverigesradio.se/artikel/4461901
13. ↑  https://www.nsk.se/2011/04/29/pierre-mansson-tar-over-som-ordforande/
14. ↑  Folkmangd i riket, lan och kommuner (шв.) . Центральне бюро статистики Швеції. Архів оригіналу за 20 серпня 2013. Процитовано 21 лютого 2013.